# Фрегат-М
«Фрегат-М» (MP-710М, за кодифікацією НАТО — Top Steer) — радянська та російська трикоординатна радіолокаційна станція корабельного базування сімейства «Фрегат».

## Конструкція
Антенна система складається з двох механічно пов'язаних антен, об'єднаних в одному антенній посту. Основна антена трикоординатна, є фазованою антенною решіткою з частотним скануванням по кутку місця. Відбивач виконаний у вигляді параболічного циліндра з невеликим нахилом від вертикалі, опромінювач — у вигляді спірально навитого на штангу хвилеводу, розташованого на фокусній лінії відбивача, щілинні опромінювачі розподілені по довжині хвилевода і рошташовані з боку відбивача.
Сканування за кутом місця частотне, за азимутом — механічне. Допоміжна антена двокоординатна, параболічна з механічним скануванням.
У верхній частині основної антени розміщена антена системи радіолокаційного розпізнавання «свій-чужий».

## Характеристики
Максимальна дальність огляду — 145—150 км, мінімальна — 2 км. Дальність виявлення повітряних цілей: ракета на відстані 27—30 км, літак — 125—130 км. Час приведення в бойову готовність — 5 хвилин.

## Встановлення на кораблях
- Ескадрені міноносці проєкту 956 (1—3 кораблі в серії)
  - «Соврємєнний»[ru]
  - «Отчаянний»[ru]
  - «Отлічний»[en]
- Крейсери проєкту 1164 (1—2 кораблі в серії)
  - «Москва» («Слава»)
  - «Маршал Устинов»
- Авіаносні крейсери проєкту 1143 (1—3 кораблі в серії)
  - «Київ»
  - «Мінськ»
  - «Новоросійськ»
- Крейсери проєкту 1144 (1—2 кораблі в серії)
  - «Адмірал Ушаков»[en] («Киров»)
  - «Адмірал Лазарєв»[en] («Фрунзе»)
- Великі протичовнові кораблі проєкту 61Э[en]
  - «Проворний»

## Фото

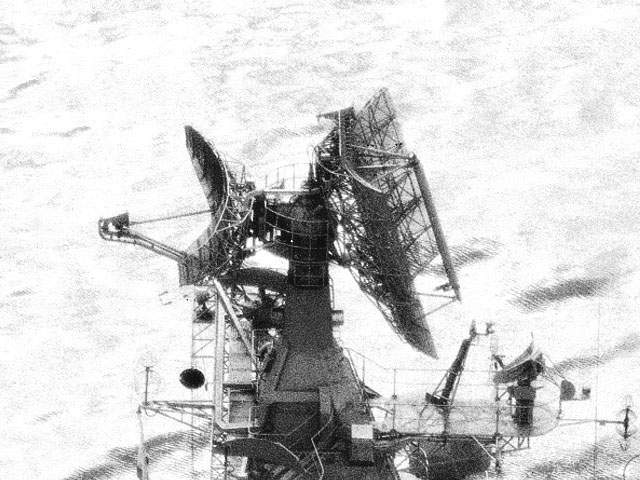
РЛС «Фрегат-М» на есмінці «Отлічний»[en]
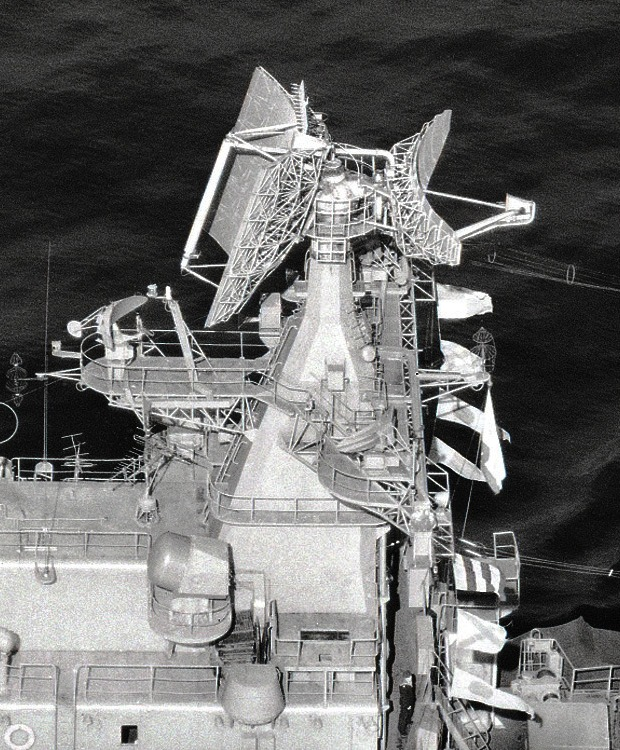
РЛС «Фрегат-М» на есмінці «Отлічний»[en]